# 270 Dywizja Piechoty ’40 (III Rzesza)
270 Dywizja Piechoty (niem. 270. Infanterie-Division) – niemiecka dywizja z czasów II wojny światowej, sformowana w Hamburgu na mocy rozkazu z 22 maja 1940 roku, w 10. fali mobilizacyjnej w X Okręgu Wojskowym.

## Struktura organizacyjna
- Struktura organizacyjna w maju 1940 roku:

565., 566. i 567. pułk piechoty, 270. oddział artylerii, 270. kompania pionierów, 270. kompania przeciwpancerny, 270. kompania łączności;

## Szlak bojowy
Dywizja przez cały okres swojego istnienia przebywała w macierzystym okręgu wojskowym. Z chwilą podpisania kapitulacji przez Francję, jednostkę rozwiązano na mocy rozkazu w lipcu 1940 roku.